# Marinarkeologi

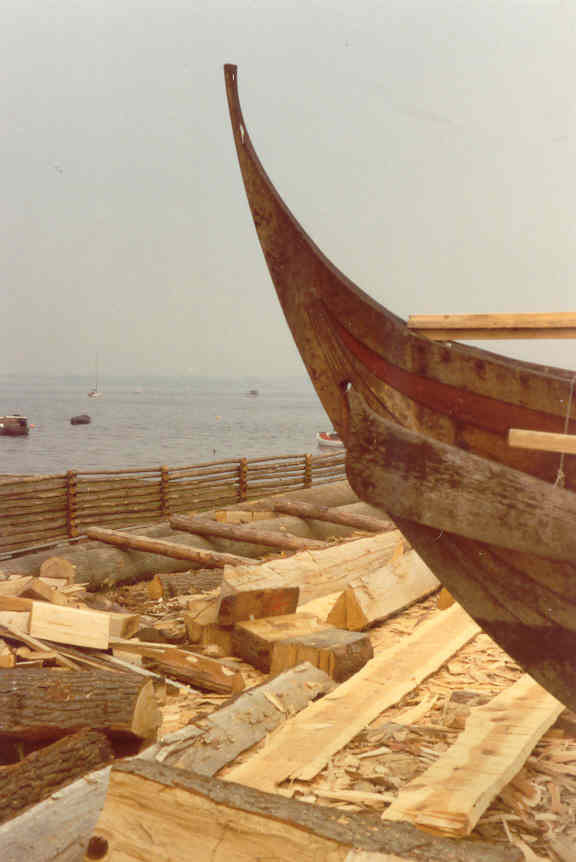
Stäven på ett rekonstruerat vikingaskepp i Roskilde museum.

Marinarkeologi, även kallat maritim arkeologi, är en vetenskap som studerar människan och samhället utifrån arkeologiska lämningar belägna under vatten eller i anknytning till vatten. Marinarkeologi kan därför helt enkelt sägas vara arkeologiska studier i en ”våt” miljö. Framväxten av marinarkeologin som ett vetenskapligt ämne har dock till viss del skett vid sidan om det akademiska ämnet arkeologi. Marinarkeologins utformning och innehåll har därför också präglats av etnologi och sjöhistoria, men även av dykeri- och bärgningsverksamhet. Det marinarkeologiska källmaterialet innefattar lämningar av sjöfartsverksamhet, det vill säga bland annat från örlog och sjöförsvar, skeppsbyggeri, livet ombord, hamnar och navigationsteknik. Som marinarkeolog kan man även studera kust- och skärgårdskultur och dess näringar, till exempel fiske. Även lämningar och verksamhet med anknytning till sjöar och olika rinnande vatten kan vara en del av ett marinarkeologiskt perspektiv. En metodiskt mycket annorlunda del av marinarkeologin är självklart också undervattensarkeologin. Sökning, kartering och utgrävning under vatten kräver särskild teknik och speciella färdigheter.
Universitetsutbildning i marinarkeologi bedrivs i Sverige vid Södertörns högskola som fristående kurser och men också inom den övriga arkeologiutbildningen. På högskolan finns också det marinarkeologiska forskningsinstitutet MARIS under ledning av Johan Rönnby.

## Marinarkeologins olika benämningar
Marinarkeologi associeras ofta med en rad olika benämningar på och inom ämnet. Till dessa hör undervattensarkeologi (studiet av arkeologiska lämningar under vatten), nautisk arkeologi (studiet av materiella lämningar som relaterar till sjöfart- och navigering), skeppsarkeologi (studiet av materiella lämningar av farkoster; båtar och skepp), maritim arkeologi (maritime archaeology, den inom engelskan vedertagna benämningen på ämnet), och hydroarkeologi (hydroarchaeology).
I Sverige har prefixet “marin-“ kritiserats bland annat som en följd av att det vanligtvis används inom naturvetenskapliga ämnen (exempelvis marinekologi), där det definierar något som befinner sig i eller under havsytan utifrån ett organiskt perspektiv. Åsikter har framförts om att det därför är en mindre lämplig definition för ett humanistiskt ämne som arkeologi. Den alternativa benämningen som ofta förespråkas är maritim arkeologi respektive maritimarkeologi. En annan benämning som fått viss uppmärksamhet är hydroarkeologi.
Att övriga ovannämnda definitioner uppstått tycks vara en följd av det marinarkeologiska ämnets breda utbud av studieobjekt, där olika inriktningar har gjort anspråk på egna definitioner. Till dessa kan främst undervattensarkeologi, nautisk arkeologi och skeppsarkeologi räknas. Dessa benämningar kan betraktas som underkategorier till den övergripande benämningen marinarkeologi och syftar till avgränsade marinarkeologiska studier av specifika ämnesområden. I undervattensarkeologins fall begränsas studiet till arkeologiska lämningar under vatten, medan den nautiska arkeologin, som adjektivet indikerar, innefattar lämningar med sjöfarts- och navigeringsanknytning. Främst rör det sig här om båt- och skeppsstudier, vilket skulle kunna motivera avsaknaden av en engelsk språklig motsvarighet till svenskans skeppsarkeologi.

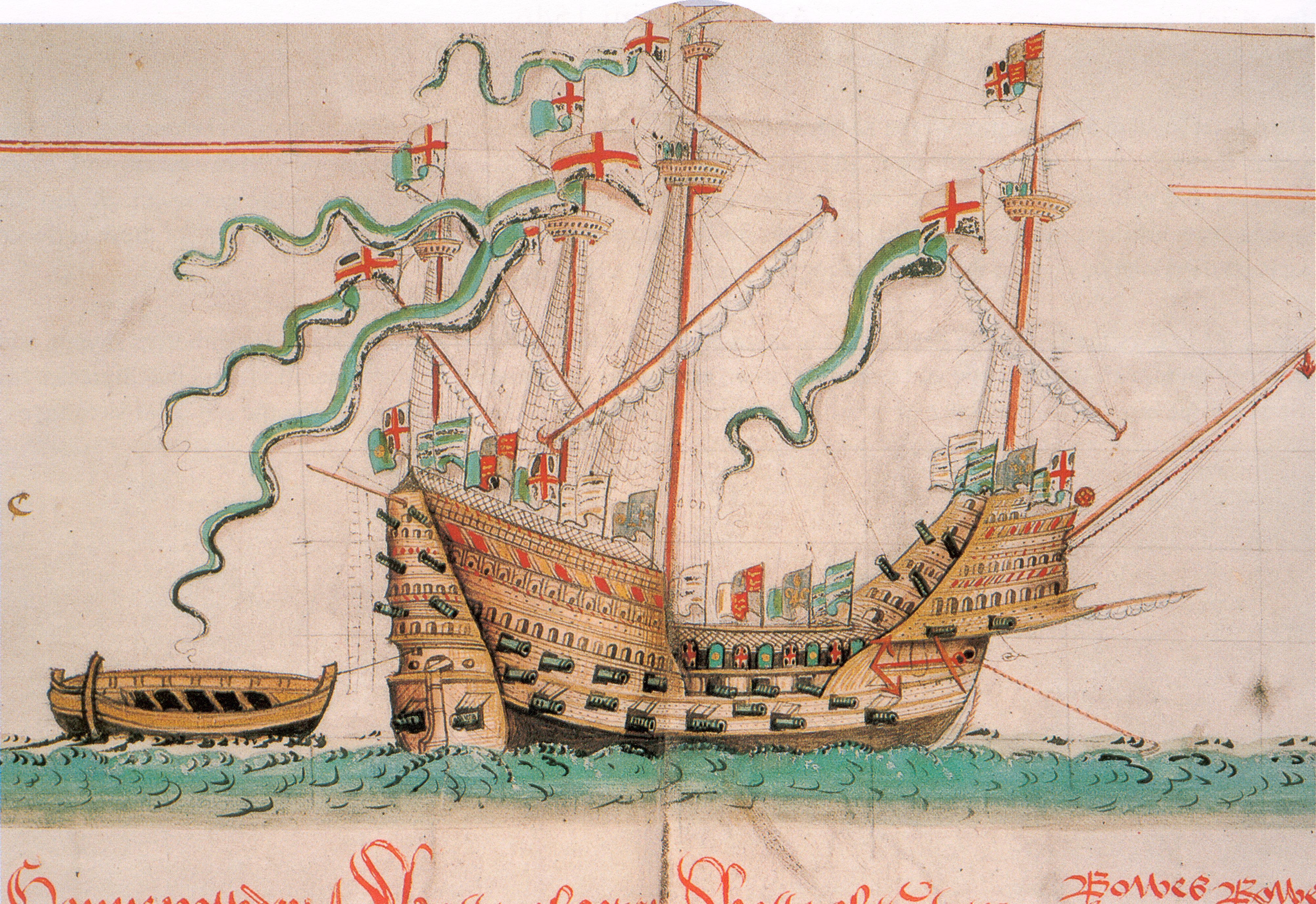
Henrik VIII:s engelska praktskepp Mary Rose avbildat kring 1546.

Även dessa benämningar emellan kan anas en viss hierarki. Då vrak av skepp och båtar för det mesta, om än inte alltid, befinner sig under vatten, skulle skeppsarkeologi med viss reservation kunna betraktas som en ytterligare underkategori till både nautisk arkeologi och undervattensarkeologi.

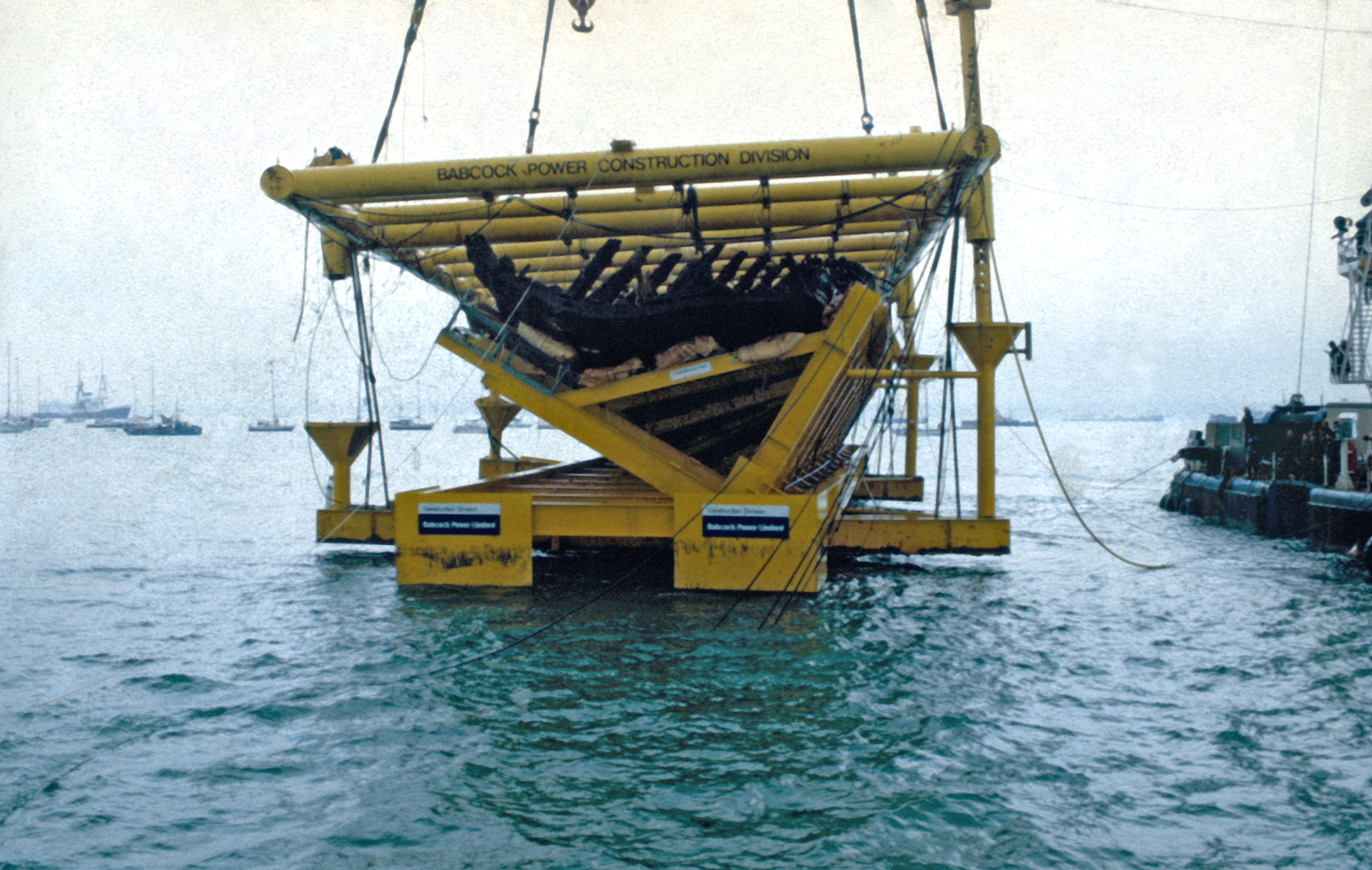
Skeppet Mary Rose bärgas, 1982

Av mer problematisk karaktär förefaller osäkerheten som delvis existerar kring det marinarkeologiska ämnets innehållsmässiga definition vara. I internationella sammanhang har undervattensarkeologi blivit en väldigt populär benämning. Inom tyskan och franskan framstår Unterwasserarchäologie respektive Archéologie sous-marine (bokstavligt: “arkeologi i havet“) i själva verket som de mest använda benämningarna, där språkliga motsvarigheter till maritim arkeologi finns, men inte verkar förekomma i samma utsträckning. Att marinarkeologin i Sverige såväl som internationellt till 80-90% uppskattas handla om undersökningar och analys av vrak av skepp och båtar, i huvudsak under vatten, skulle kunna förklara undervattensarkeologins genomslag som benämning. Det kan därför inte uteslutas att undervattensarkeologi i vissa sammanhang får agera som ett trubbigt synonym till marinarkeologi, vilket kan bidra till viss förvirring. Liknande tendenser kan utläsas även mellan undervattensarkeologi och nautisk arkeologi. Nautical Archaeology Society gör på sin webbplats ingen skillnad mellan dessa båda benämningar, och föreningen publicerar även en tidskrift med den ur denna definitionssynpunkt intressanta titeln “International Journal of Nautical Archaeology and Underwater Exploration” som dock bytte namn till "The international Journal of Nautical Archaeology" 1990. Texas A&M University definierar på webbplatsen för sitt program i nautisk arkeologi denna vetenskap som “studiet av lämningar av båtar och skepp samt kulturerna som skapat dem”.

## Marinarkeologi och dykning

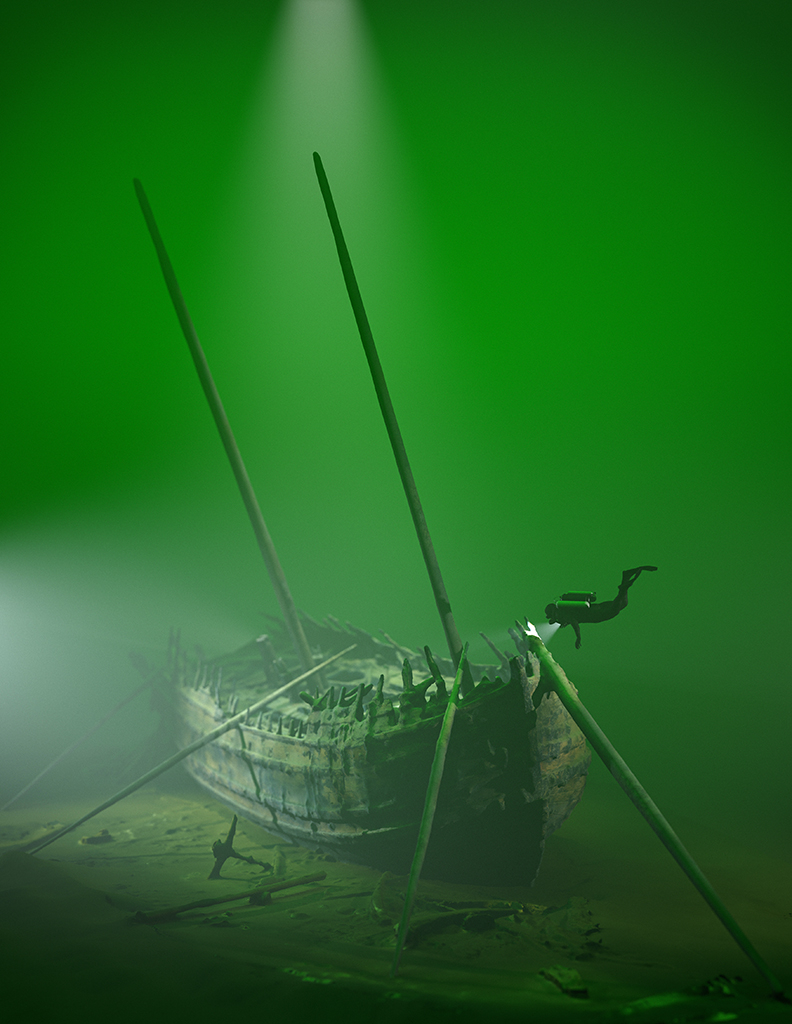
Dykning vid Dalarövraket.

Marinarkeologer arbetar med tolkandet av människan och dess tidiga kulturer i och kring vår maritima miljö. Sportdykarna är de som mer aktivt dyker vid de marinarkeologiska lämningarna. De sprider information och kunskap om vrakens skick samt vad som gäller vid dykplatserna. 

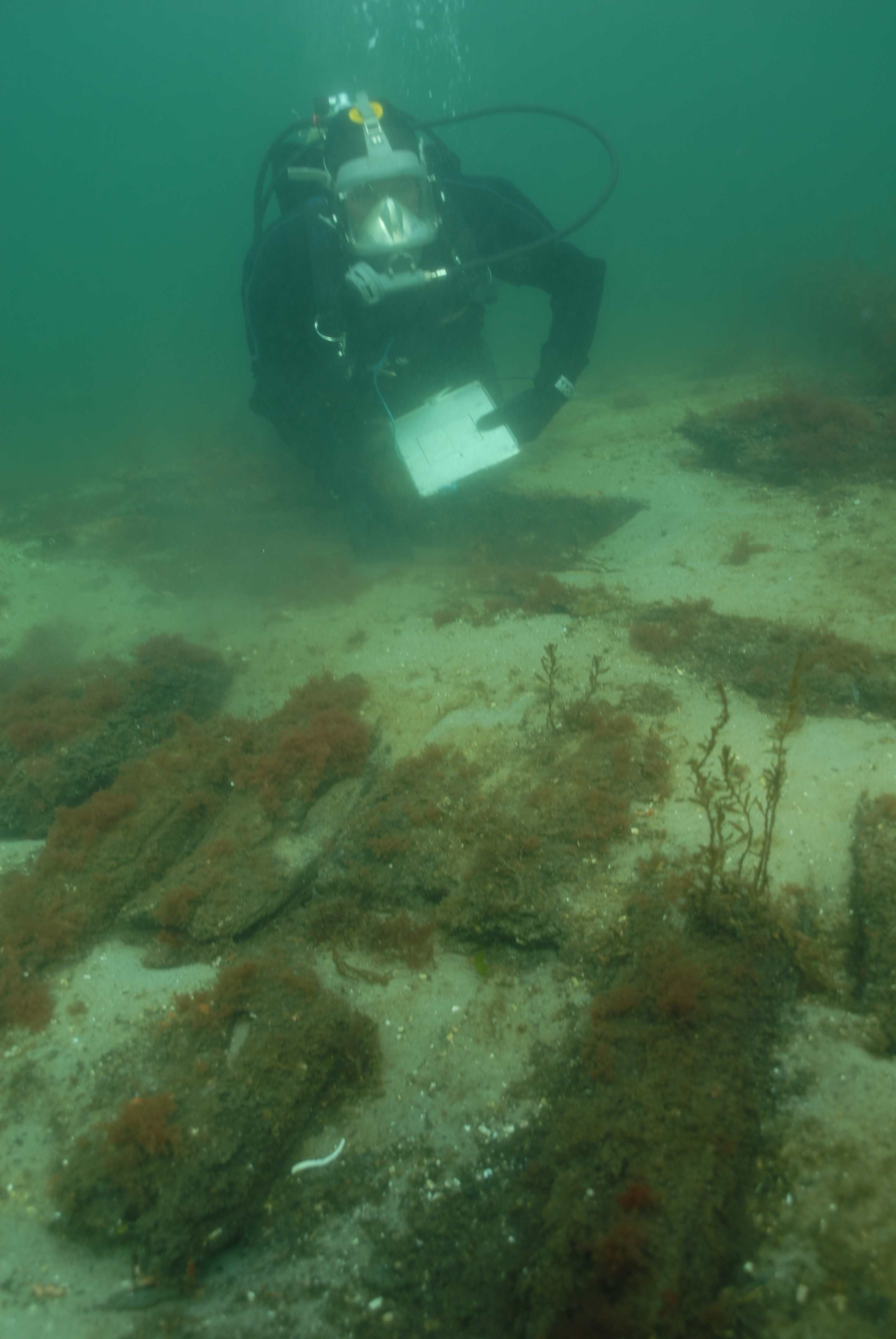
En marinarkeolog som arbetar på vraket efter en segelskuta

Att plocka upp föremål från botten är inget som marinarkeologer prioriterar. Den största utmaningen är att tyda människans historia utan att våra lämningar påverkas och förstörs.. Marinarkeologerna ser således till fyndkontexten. Då föremålen flyttas ur sin ursprungliga position resulterar detta i att utrymmet för ett tolkande av området begränsas. Resultatet blir att det arkeologiska sammanhanget går förlorat.

## Marinarkeologi på museer i Sverige
- Sjöfartsmuseet Akvariet i Göteborg berättar om sjöfartshistoria i Sverige under 400 år. Basutställningarna speglar handelssjöfart, fiskenäring samt Göteborgs hamns utveckling och varvsindustri. Den utställning som kan kopplas mest till marinarkeologi är den med den 24-pundiga bronskanonen som en gång tillhörde det danska skeppet Stora Sophia som sjönk 1645 utanför Göteborg. Utöver det visar man även hur utgrävningen av skeppet Götheborg, ostindiefararen, gick till.

- Vasamuseet i Stockholm visar regalskeppet Vasa. Det utställningar som är mest relaterade till marinarkeologi, och med det menas att de är baserade på fynd, är:
  - Ansikte mot ansikte, man skildrar Vasas besättning utifrån de skelett som man påträffade under utgrävningen av Vasa.
  - Det seglande skeppet, Vasas minsta segel, 32 kvadratmeter, ställs ut med fokus på Stormaktstidens seglarteknik.
  - Makten och härligheten, Vasaskeppets utsmyckning samt en rekonstruktion av skeppets färgsättning.
  - Vasas trädgård, föremål från Vasa och samtida dokument som rör skeppets proviantering har inspirerat till denna utställning.
  - Bärgningen, fokus på Anders Franzén och hans fynd från Vasa. En arkeologisk utställning med syfte att visa hur man bärgade Vasa.
- Sjöhistoriska museet i Stockholm har omfattande vrakregister, fotoarkiv och bibliotek. Utställningen Amphion behandlar Gustav III:s lust- och stabskepp Amphion.
- Vrak – Museum of Wrecks i Stockholm som öppnade i september 2021.
- Marinmuseum i Karlskrona visar utställningen ”Gå till botten”, som är byggd som en undervattenstunnel, där man – om vattnet är klart – kan se ett äkta vrak från 1700-talet.

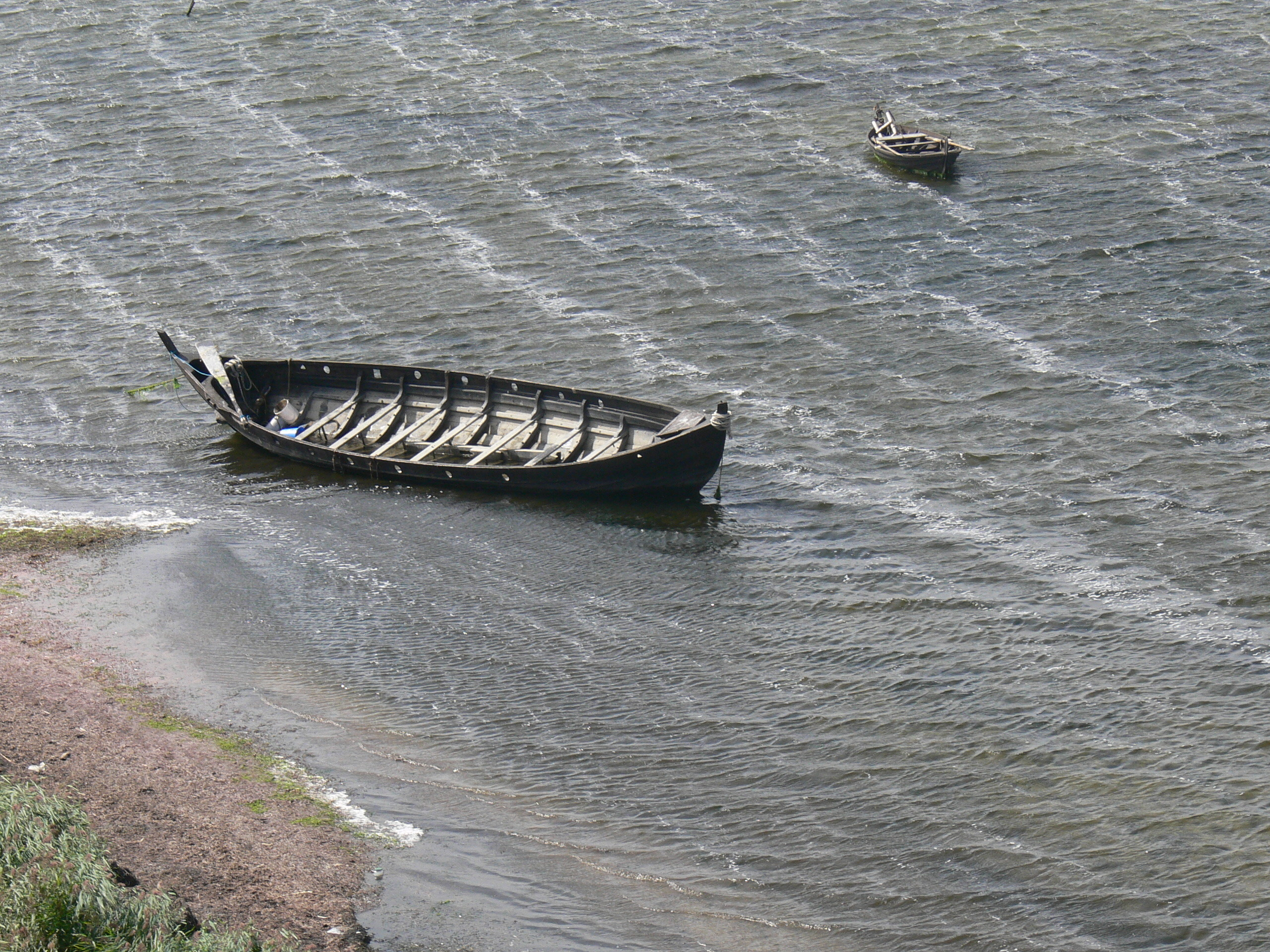
En rekonstruerad vikingabåt, Fotevikens Museum i Skanör.

- Det arkeologiska friluftsmuseet Fotevikens Museum har en tonvikt på områdets historia, främst vikingatiden. Museet startade med marinarkeologisk verksamhet i större skala runt Falsterbohalvön. Man har också rekonstruerat och byggt ett antal fullskaliga skepp: vikingaskeppen Heimlöse Rus (originalet från vrak i Finland) och Erik Emune, samt medeltidskoggarna Tvekamp av Elbogen (originalet är ett vrak från Skanör) och Enighet av Elbogen (originalet från vrak från Almere i Holland). Originalet till Erik Emune är ett av fem vikingaskepp som hittats vid inloppet till Foteviken. Erik Emune är döpt efter den skånska kung som segrade i slaget vid Foteviken 1134.

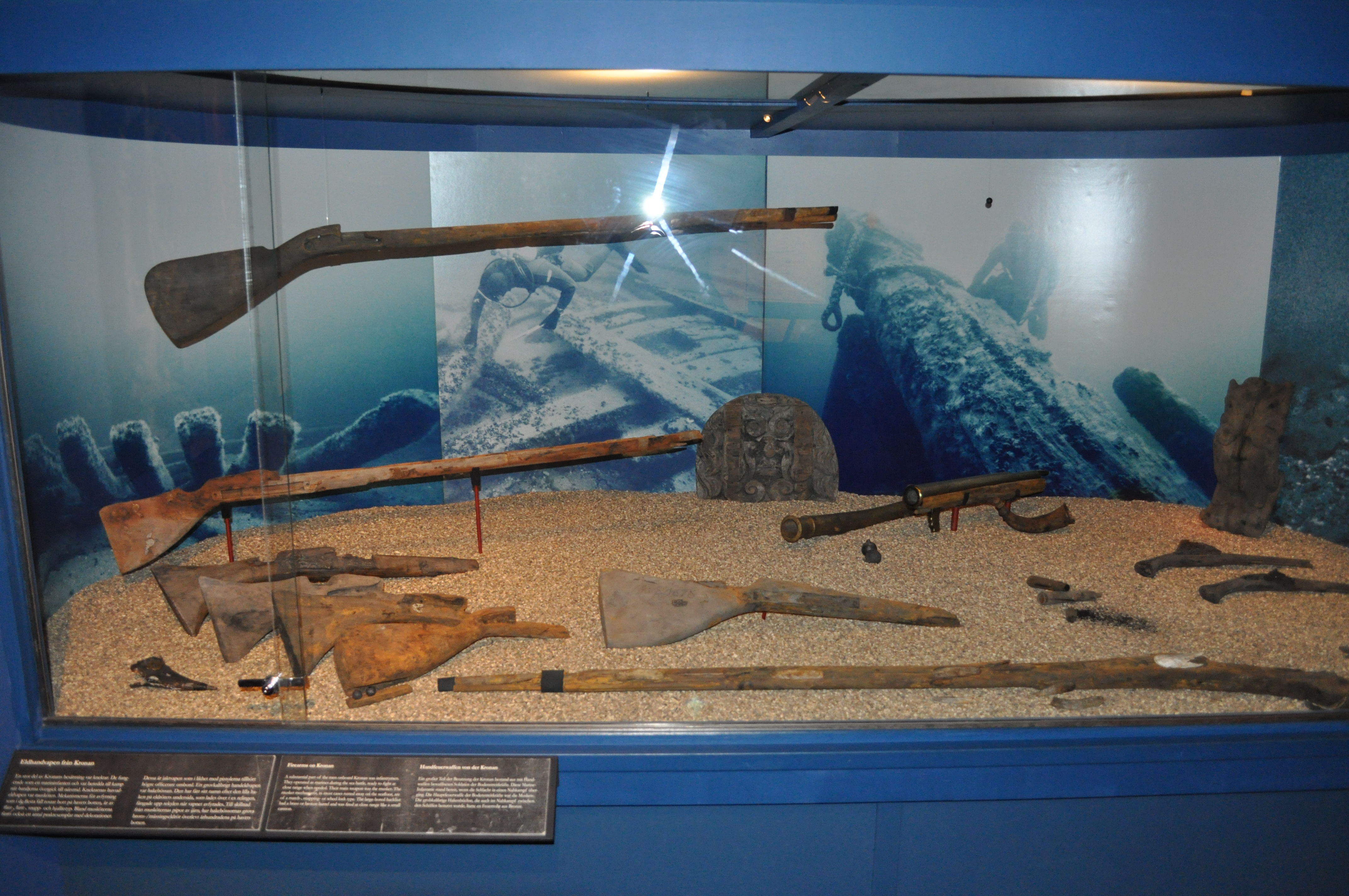
Vapen från Regalskeppet Kronan, nu på Kalmar läns museum.

- På Kalmar läns museum är det regalskeppet Kronan som är av störst marinarkeologiskt intresse. Förutom utställningen med skeppet så ställer man även ut den silverskatt som påträffades; en flätad korgkista som innehöll cirka 6500 stycken silvermynt. Kronans mellersta däck, samt amiralskajutan har blivit skalenligt rekonstruerade.
- Vänermuseet i Lidköping har fokus på Vänern. Utställningen ”Under Ytan” behandlar marinarkeologin i Vänern under 1000 år samt hur människan har färdats på sjön under dessa år.
- Bohusläns museum i Uddevalla är jämte Sjöhistoriska museet den största marinarkeologiska undersökaren i landet. På museet finns en permanent utställning om den svenska fregatten Fredricus som sänktes i Marstrands hamn i juli 1719. Vraket undersöktes av Bohusläns museum 1998. I museets utställningar visas också marinarkeologiska fynd från Hamnholmarnas naturliga hamnbassäng samt de så kallade Skaftö- och Risövraken från 1400- respektive 1500-talen. I ett magasin förvaras delar av en medeltida kogg som 1981 bärgades ur leran strax utanför Mollösund på västra Orust.

## Tongivande forskare inom marinarkeologin
Marinarkeologin är en förhållandevis ung vetenskap men den har ändå ett antal framstående forskare inom fältet. Bland de marinarkeologiska pionjärerna i Sverige kan nämnas sjöofficeren Lenny Stackell som var en skicklig arkivforskare med fokus på olika sjökrigshistoriska ämnen. Han var även flottans kontrollant i samband med dykeribolaget Olschanskis bärgningar på regalskeppet Riksäpplet i Stockholms skärgård år 1921.
Åren 1933-39 genomfördes omfattande dyk- och bärgningsarbeten på skeppet Elefanten som förliste norr om Kalmar år 1564. Arbetet leddes av marinintendent Carl Ekman, som också utförde omfattande arkivforskning om Vasatidens skepp. An var en synnerligen tongivande forskare, inte minst som han publicerade sina resultat i internationella sammanhang. Till den svenska marinarkeologins verkliga pionjärer hör även Harald Åkerlund. Åkerlund var utbildad byggnadsritare men kom att verka som arkeolog, marinarkeolog, författare och modellbyggare. Från slutet av 1920-talet var han anlitad för dokumentationsarbeten i samband med restaurering av Kalmar slott och under åren 1932-34 var han dagkontrollant och platsledare för den omfattande utgrävningen av Kalmar slottsfjärd. Utifrån dokumentationsmaterialet rekonstruerade Åkerlund flera av de vrak som påträffades på Slottsfjärden både som ritningar, men också som rekonstruktionsmodeller. Hans resultat publicerades 1951 i volymen Fartygsfynden i den forna hamnen i Kalmar, som fortfarande utgör ett välanvänt referensverk bland marinarkeologer.
Anders Franzén förknippas ofta med marinarkeologins införande i Sverige. Franzén var i grunden marintekniker och studerade på Kungliga Tekniska högskolan, men historieforskningen började alltmer ta överhand och under 1950-talet sammanställde han en förteckning över tolv skeppsvrak på ostkusten, som han ansåg vara av stort intresse. Bland dem var regalskeppet Vasa som han sedan återfann 1956. Franzén var också varit inblandad vid sökningar efter andra kända vrak såsom Resande Man, Lybska Svan, Regalskeppet Riksäpplet och Kronan.. Kronanundersökningen som idag är den i Sverige största och längst pågående marinarkeologiska undersökning leds sedan ett flertal år tillbaka av Lars Einarsson vid Kalmar läns museum.
Carl-Olof Cederlund är den som grundade marinarkeologin som akademisk och vetenskaplig disciplin i Sverige. Han började sin bana i samband med regalskeppet Vasas bärgning (1961).
Ole Crumlin-Pedersen är marinarkeologis främsta namn i Danmark. Hans forskning har till stor del handlat om skepp, mest vikingatida, och sedan 1968-1983 har han varit ledare för Vikingeskibshallen i Roskilde..
Marinarkeologi i västvärlden för övrigt började bedrivas ungefär samtidigt som i Skandinavien. Amerikanen George F. Bass anses ofta vara den nautiska arkeologins fader och han har studerat skepp från bronsåldern fram till 1200-talet. De flesta av de skeppen ligger i Medelhavet, men han har också gjort undersökningar i Karibien och i vattnen vid de amerikanska delstaterna Virginia och Maine. På 1960-talet var Bass ledare för den första fullständiga utgrävningen av ett forntida skeppsvrak. 
Från att ha varit landarkeolog övergick Margaret Rule under 1960-talet till marinarkeologin, då hon blev ledare för undersökningarna och senare utgrävningen av det brittiska skeppet Mary Rose. Hon jobbade inom det projektet fram till 1994. En av de forskare som tidigt ville se den nautiska arkeologin bland de akademiska ämnena var skotskan Joan du Plat Taylor. Hon var också med och etablerade ”Council for Nautical Archaeology” och insåg dessutom vilken stor resurs amatörarkeologerna utgör och grundade system för att utbilda och uppmuntra dem att fortsätta.
Nämnas bör också fransmannen Jacques-Yves Cousteau. Cousteau var egentligen inte någon marinarkeolog, men han förknippas ändå starkt med undervattensforskning och framtagandet av nya redskap och tekniker för dykning. Tillsammans med uppfinnaren Emile Gagnan konstruerade han den första kommersiellt gångbara dykarutrustningen som inte återanvände inandningsluften vilket var ett stort framsteg. Han var också framstående inom undervattensfotografering. Med båten Calypso gjorde Cousteau och hans team många filmer om havens skatter, men ur marinarkeologisk synvinkel begicks dock många fel i förhållningssättet till arkeologiska lämningar på havsbottnarna.

## Marinarkeologiska tidskrifter i urval
- Marinarkeologisk tidskrift, Sverige, ges ut fyra gånger om året av Marinarkeologiska sällskapet. Redaktionen består även den av medlemmar ur Marinarkeologiska sällskapet, som startade 1978. Tidskriften är en kombination av populärvetenskapligt magasin och facktidskrift och syftar till att spegla vad som händer runt om i landet inom den marinarkeologiska, maritimt inriktade, arkeologin och historieforskningen samt inom arkeologi under vatten.
- Kronanprojektet, Sverige, startades 1981 av Kalmar läns museum, som även är huvudman för undersökningarna av Regalskeppet Kronan. Dess mål är att göra en fullständig utgrävning av skrovområdet, samt göra en skeppsarkeologisk dokumentation av det frilagda skrovet där konservering och bearbetning av fynd är en del av arbetet. Kronanprojektet ger ut årsrapporter som har karaktären av en specialiserad facktidskrift.
- Marinarkæologisk nyhedsbrev fra Roskilde är en vetenskaplig skrift som ges ut av Vikingeskibsmuseet och behandlar vikingatiden i Danmark.
- Maritime Archaeology Newsletter from Denmark är ett nyhetsbrev på engelska som utges av Det marinarkeologiska programmet, University of Southern Denmark – at Centre for Maritime and Regional Studies två gånger om året.
- The International Journal of Nautical Archaeology, Storbritannien, är en vetenskaplig tidskrift som ges ut två gånger per år. Journalen tar upp alla aspekter av nautisk arkeologi, främst hav/sjö, skepp, laster och sjömännens historia, det allra nyaste inom intresse området, så som tekniska uppfinningar, utgrävningar och fynd.
- Journal of Maritime Archaeology ges ut av Springer i USA. Det är en internationell vetenskaplig tidskrift, som tar upp alla aspekter av maritim arkeologi, både på land och under vatten. Tidskriften innefattar teori och praktik som relateras till landskap, strukturer, lokaler och frågor som rör släktskap och hur detta ämne ska behandlas. Journal of Maritime Archaeology ger en bred grund inom den maritima forskningen; som sträcker sig genom det arkeologiska spektrumet och relaterar till olika discipliner inom kulturgeografi, historia, etnografi, oceanologi och antropologi. Genom att innefatta alla dessa discipliner tar Journal of Maritime Archaeology upp och innefattar alla aspekter av maritim historia inom maritima miljöer både historiska och förhistoriska.
- MOSS newsletter från ett vrakprojekt som finansieras av European Union Culture 2000 Programme. Mossprojektet är inriktat på fyra utvalda skeppsvrak, som finns i Sverige (ångaren E. Nordell i Vättern), Finland, Tyskland och Nederländerna. De representerar olika slags fartygstyper och två av vraken är nästan helt intakta. Den äldsta är från 1200-talet och den yngsta är från 1800-talet. Precis som fartygen är av olika slag är också vrakmiljöerna olika; hav, sjö, salt-, söt- och bräckt vatten finns representerade. Projektet organiseras av bland annat ett flertal institutioner som Södertörns Högskola, nationella och maritima museer med Maritime Museum of Finland som koordinator.
- AIMA Online Newsletters, Australien, ges ut av The Australasian Institute for Maritime Archaeology. Organisationen är baserad i Australien men arbetar också i Asien och Oceanien.
- The INA Quarterly, USA, ges ut av Institute of Nautical Archeaology fyra gånger per år. Tidskriften är vetenskaplig och tar upp alla aspekter av maritimarkeologi, utmätning, undersökning och utgrävning.
- Shipwrecks Magazine, USA, är ett så kallat ”e-magazine” vilken ges ut fyra gånger per år av organisationen Shipwrecks.
- Nachrichtenblatt Arbeitskreis Unterwasserarchäologie'ges ut av Kommission für Unterwasserarchäologie im Verband der Landesarchäologen in der Bundesrepublik Deutschland. Det är ett vetenskapligt nyhetsbrev som främst tar upp marinarkeologiska ämnen som berör den tyskspråkiga världen, men också viss annan marinarkeologisk forskning.